# Raymond Katarzynski
Raymond Katarzynski (auch Raymond Katarzynsky, * 1935; † 13. Juli 2015) war ein französischer Posaunist und Musikpädagoge, der vor allem im Feld der klassischen, aber daneben auch der Rock- und Jazzmusik tätig war.

## Leben und Wirken
Katarzynski erhielt nach Abschluss seiner Ausbildung den ersten Preis des Pariser Konservatoriums. Er war Solist im Orchester der Garde républicaine und dreißig Jahre Solo-Posaunist der Pariser Oper. Er war auch an Plattenaufnahmen von Pierre Boulez und des Ensemble Musique Vivante unter Leitung von Diego Masson beteiligt. Daneben arbeitete er im Bereich des Jazz u. a. mit Michel Legrand, Claude Bolling, Jef Gilson, Martial Solal, Don Byas, der Kenny Clarke/Francy Boland Big Band, Pierre Michelot, Boulou Ferré, Raymond Fol, Ivan Jullien, André Hodeir und Serge Gainsbourg (zu hören in dessen Song „Black Trombone“ von 1962). In Paris  arbeitete er 1970/71 mit dem Art Ensemble of Chicago (Go Home) und mit der Prog-Rock-Band Komintern (Le Bal Du Rat Mort). In Claude Lelouchs Fernsehfilm Les uns et les autres (1981) hatte er einen Auftritt als Musiker. Katarzynski unterrichtete am Conservatoire à rayonnement régional (CRR) de Boulogne-Billancourt bei Paris. Im Bereich des Jazz war er zwischen 1957 und 1970 an 29 Aufnahmesessions beteiligt.